# Ida Carloni Talli
Pour les articles homonymes, voir Carloni.
Ida Carloni Talli, née à Rome le 31 janvier 1860 et morte à Milan le 23 avril 1940, est une actrice italienne de l'époque du muet. Elle est apparue dans le 92 films entre 1912 et 1924.

## Filmographie partielle
- 1913 : Marc-Antoine et Cléopâtre d'Enrico Guazzoni
- 1913 : Sa belle-sœur d'Enrico Guazzoni
- 1913 : Le Repentir d'une mère d'Enrico Guazzoni
- 1913 :  Quo Vadis d'Enrico Guazzoni
- 1914 : Scuola d'eroi d'Enrico Guazzoni
- 1915 : La Dame aux Camélias de Baldassarre Negroni
- 1915 :  Sposa nella morte! d'Emilio Ghione
- 1921 : Folie d'amour (La preda) de Guglielmo Zorzi
- 1923 : Dans les laves du Vésuve de Henry King
- 1925 : Consuelita de Roberto Roberti